# Elementos de teología
Elementos de teología es una obra escrita por el filósofo neoplatónico griego Proclo.

## Contenido
Conjuntamente con los Elementos de física, constituye un manual sistemático, distinguiéndose de las demás obras conservadas de Proclo por el empleo del método deductivo y la falta de citas de las fuentes. Todo intento de establecer una cronología es difícil dada la ausencia de alusión alguna a hechos externos.
Los Elementos de teología contrastan con la mayoría de sus obras comentarísticas en que es una obra puramente académica y teórica, sin estar dirigida a la edificación espiritual o a la controversia religiosa. Se la puede considerar como un esquema comprehensivo de la realidad del séptimo libro de la República de Platón. No es, en verdad, un resumen completo del neoplatonismo, la ética es rozada tan solo incidentalmente, pero es un sistema completo de teología en el sentido aristotélico de filosofía primera o metafísica.
El libro comprende dos secciones principales:
1. La primera de ellas, proposiciones 1 a 112, presenta sucesivamente las antítesis metafísicas generales que suele manejar el neoplatonismo: unidad y multiplicidad; causa y efecto; lo inmóvil, lo automovido y lo pasivamente móvil; trascendencia e inmanencia; "causa de sí" y "causado"; eternidad y tiempo; sustancia y reflejo; todo y parte; potencia activa y potencia pasiva; límite e infinitud; ser, vida y conocimiento.
2. La otra parte, proposiciones 113 a 221, explica, a la luz de estas antítesis, las relaciones prevalentes dentro de cada uno de los tres grandes órdenes de la sustancia espiritual: dioses o hénadas, inteligencias y almas; y las relaciones que unen cada uno de estos órdenes con los grados inferiores de la realidad.